# 메이저 리그 라크로스
메이저 리그 라크로스(영어: Major League Lacrosse, MLL)는 미국의 전문 라크로스 리그였다. 마지막 시즌에 미국 6팀으로 운영되었다. 이전에는 캐나다 팀도 참가하였다. 2020년 12월 16일에 프리미어 라크로스 리그와 합병하였다.